# Jule Styne
Julius Kerwin Styne, eigentlich Julius Kerwin Stein, (* 31. Dezember 1905 in London, England; † 20. September 1994 in New York City, New York) war ein US-amerikanischer Komponist.

## Leben
Jule Styne wurde geboren als Sohn einer jüdischen Auswandererfamilie aus der Ukraine, die, nach einer längeren Zwischenstation in Großbritannien, 1912 die Vereinigten Staaten erreichte. Als musikalisch hochbegabtes Kind erhielt er Klavierunterricht und spielte mit den Sinfonieorchestern von Chicago, Detroit und St. Louis. Wohl wegen zu kleiner Hände und einer Verletzung des rechten Zeigefingers wendete er sich als Teenager der Unterhaltungsmusik zu, spielte in Jazz-Kapellen und komponierte Songs.
Ab Mitte der 1930er Jahre war er als Songwriter und Sprachlehrer in Hollywood tätig. Dort verband ihn eine engere Zusammenarbeit mit Frank Loesser und Sammy Cahn. Mit Cahn arbeitete er gemeinsam an einigen Filmmusicals, unter anderem mit Frank Sinatra. Er veröffentlichte an die 1500 Songs – für Three Coins in the Fountain aus dem gleichnamigen Film erhielt er 1955 einen Oscar.
Mitte der 1940er Jahre begann er am Broadway zu arbeiten. Zu den bekanntesten Musicals, die er komponierte, gehören Gypsy, Gentlemen Prefer Blondes und Funny Girl. Seine bis heute wohl bekannteste Komposition ist der Song People aus Funny Girl, der Barbra Streisand weltberühmt machte.

## Werke

### Musicals mit der Musik von Jule Styne
- 1947: High Button Shoes – 727 Vorstellungen bis 1949
- 1949: Blondinen bevorzugt (Gentlemen Prefer Blondes) – 740 Vorstellungen bis 1951
- 1951: Two on the Aisle
- 1953: Hazel Flagg – Libretto: Ben Hecht
- 1956: Bells Are Ringing – Regie: Jerome Robbins – 924 Vorstellungen bis 1959
- 1958: Say, Darling
- 1959: Gypsy – Regie: Jerome Robbins (mit Ethel Merman und Jack Klugman) – 702 Vorstellungen bis 1961
- 1960: Do Re Mi – 400 Vorstellungen bis 1962
- 1961: Subways Are For Sleeping – mit Sydney Chaplin
- 1964: Funny Girl – mit Sydney Chaplin und Barbra Streisand – 1348 Vorstellungen bis 1967
- 1964: Fade Out, Fade In – Regie: George Abbott
- 1967: Halleluja, Baby – Libretto: Arthur Laurents
- 1968: Darling of the Day – mit Vincent Price
- 1970: Look to the Lilies – Regie: Joshua Logan
- 1972: Sugar – nach dem Drehbuch für Manche mögen’s heiß von Billy Wilder – 505 Vorstellungen bis 1973
- 1974: Lorelei – leicht veränderte Wiederaufführung von Gentlemen Prefer Blond mit Carol Channing
- 1993: Die roten Schuhe – Regie: Stanley Donen

### Filmmusical (Auswahl)
- 1941: Sis Hopkins
- 1941: Hit Parade of 1941
- 1942: Youth on Parade
- 1944: Step Lively
- 1945: Urlaub in Hollywood
- 1945: Tonight and Every Night
- 1947: Ihre beiden Verehrer
- 1949: Ein tolles Gefühl
- 1950: The West Point Story
- 1960: Anruf genügt – komme ins Haus (Bells are Ringing)
- 1962: Gypsy – Königin der Nacht (Gypsy)

### Bekannte Songs
- Let It Snow! Let It Snow! Let It Snow!
- Everything’s Coming Up Roses
- Hallelujah Baby!
- Anchors Aweigh
- I’ve Heard That Song Before
- It’s Magic
- The Party’s Over
- Diamonds Are a Girl’s Best Friend (mit Leo Robin)
- It’s You or No One
- I Fall In Love too Easily
- I'll Walk Alone
- It's Been A Long Long Time
- Just In Time
- Make Someone Happy
- Maple Leaf Rag
- Sunday

## Auszeichnungen
- 1955: den Oscar für den Song Three Coins in the Fountain aus dem gleichnamigen Film
- 1968: Tony Awards für das Musical Halleluja, Baby für das beste Musical und die beste Musik (Score/Partitur)

Der Song Diamonds Are a Girl’s Best Friend wurde in der 2004 veröffentlichten Liste AFI’s 100 Years … 100 Songs des American Film Institute der 100 bedeutendsten Lieder im amerikanischen Film auf Platz 12 gewählt.